# Süderholz
Süderholz är en kommun i Landkreis Vorpommern-Rügen i förbundslandet Mecklenburg-Vorpommern i Tyskland.
Kommunen bildades 1 januari 1999 genom en sammanslagning av de tidigare kommunerna Bartmannshagen, Griebenow, Kandelin, Klevenow, Neuendorf, Poggendorf och Rakow.